# Комнено Христофор Маркович
Комнено́ Христофо́р Ма́ркович (нар.1744 — пом.1815) — військовослужбовець Російської імперії, прем'єр-майор (з 1784), підполковник (з 1789), полковник (з 1793), генерал-майор (з 1805), голова Інспекторської експедиції Військової колегії (з 1809), генерал-інтендант (з 1812). Нагороджений Орденом Св. Георгія 4-го класу та Орденом Св. Володимира 3-го ст.